# Labostigmina stonei
Labostigmina stonei is een vliegensoort uit de familie van de Stratiomyidae. De wetenschappelijke naam van de soort is voor het eerst geldig gepubliceerd in 1977 door James.